# بوب ميدير
بوب ميدير (بالإنجليزية: Bob Mader)‏ هو مصور أمريكي، ولد في 3 يناير 1943 في شيكاغو في الولايات المتحدة، وتوفي في 4 نوفمبر 2005 بسبب سرطان الرئة.